# Ferdinand von Trauttmansdorff-Weinsberg

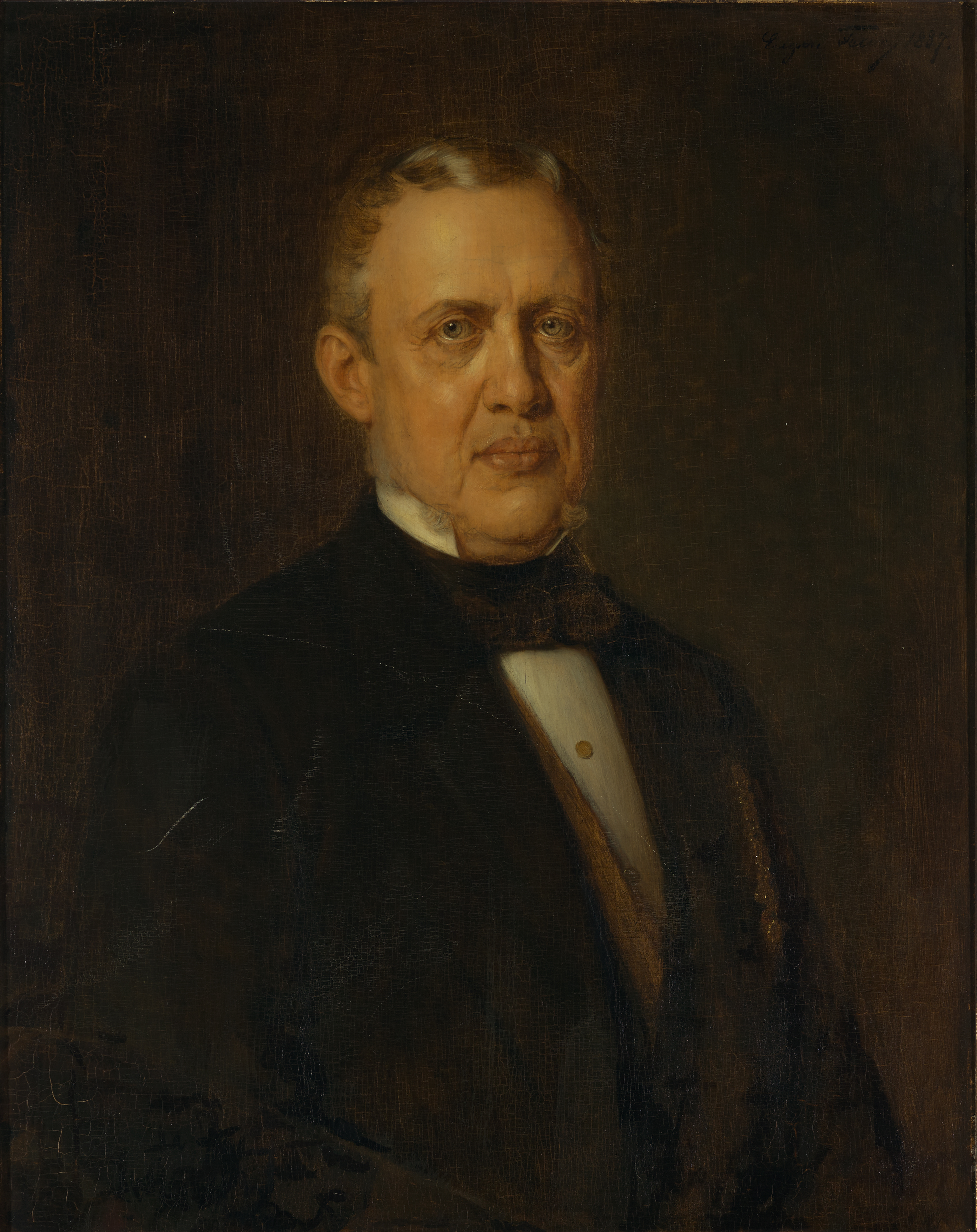
Ferdinand von Trauttmansdorff-Weinsberg; Porträt von Eugen Felix (1887)

Graf Ferdinand von Trauttmansdorff-Weinsberg (* 27. Juni 1825 in Wien; † 12. Dezember 1896 auf Schloss Fridau in Ober-Grafendorf in Niederösterreich) war ein österreichischer Diplomat und Politiker.

## Leben

### Familie

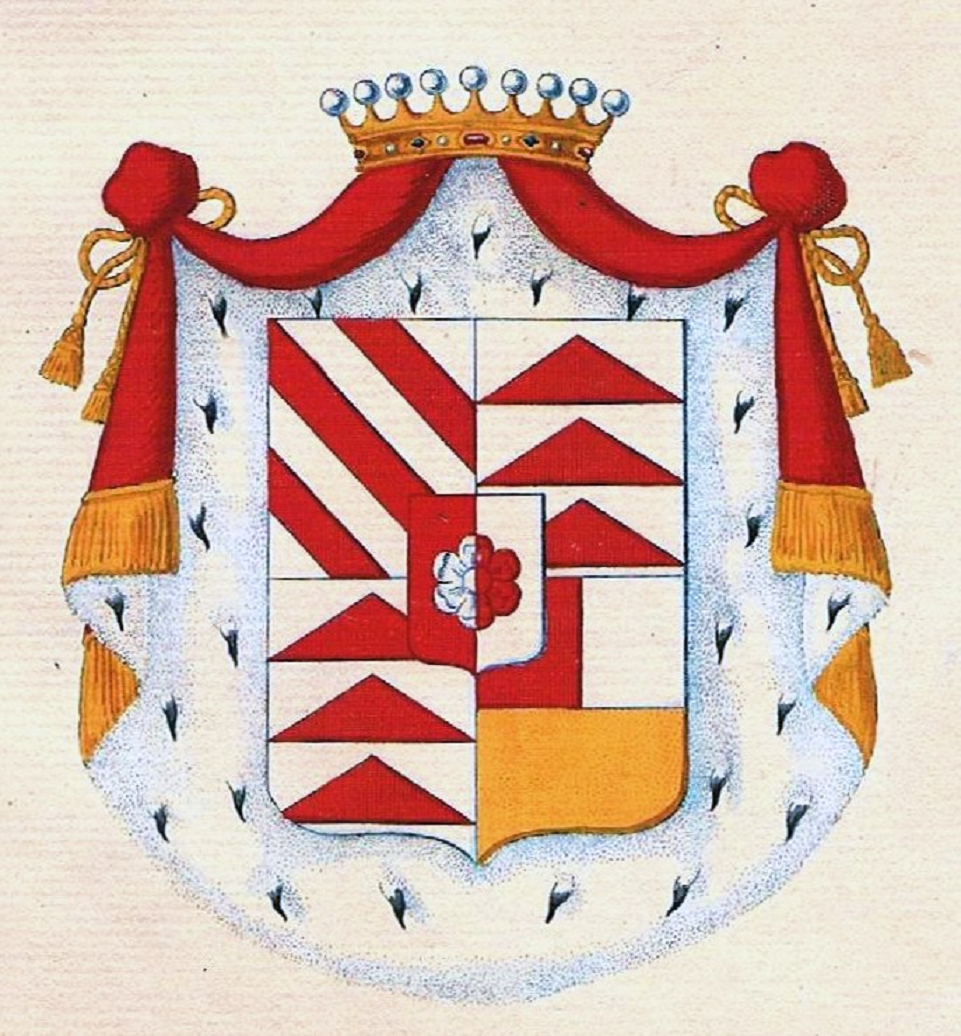
Wappen der Grafen von Trautmansdorf

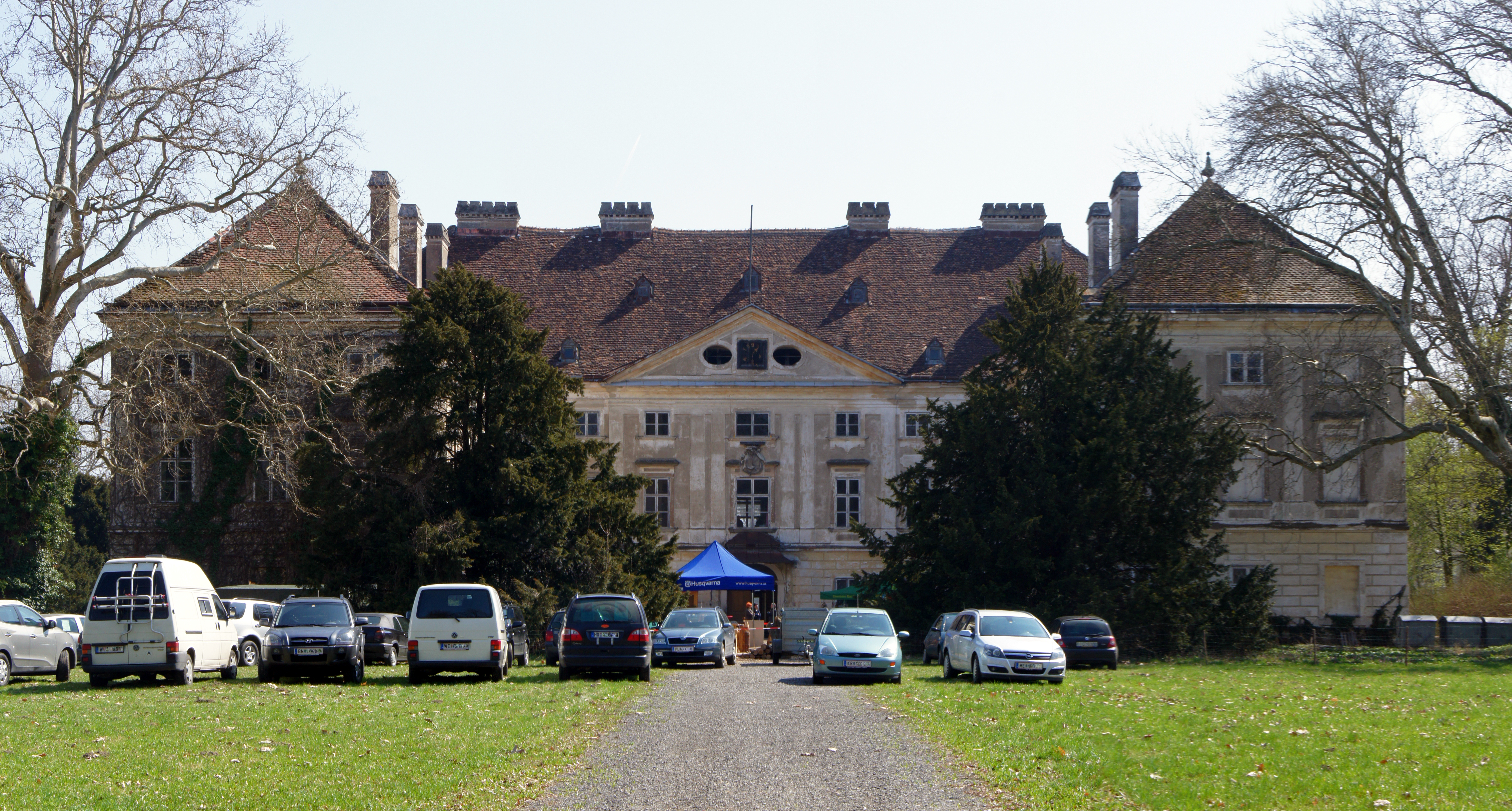
Schloss Fridau

Ferdinand von Trauttmansdorff-Weinsberg entstammte dem Adelsgeschlecht Trautmansdorf und war der älteste Sohn des Diplomaten Graf Franz Joseph Ferdinand von Trauttmansdorff (* 19. Februar 1788 in Brüssel in den Österreichischen Niederlanden; † 22. August 1870 in Obříství bei Mělník in Böhmen) und dessen Ehefrau Gräfin Josephine (1803–1863), der Tochter des ungarischen Generals Joseph Károlyi (1768–1803); er hatte noch drei Schwestern.
Sein Großvater war der Diplomat und Politiker Ferdinand von Trauttmansdorff.
1860 heiratete er Prinzessin Marie Franziska de Paula Therese Josephine (* 20. September 1834; † 1. Dezember 1909), das älteste Kind des Fürsten von Liechtenstein Alois II. Joseph Maria Johanness Baptista von und zu Liechtenstein (1796–1858); gemeinsam hatten sie drei Söhne und drei Töchter:
- Maria von Trauttmansdorff-Weinsberg (* 28. Januar 1862 in Wien; † 27. Januar 1940 auf Schloss Bertholdstein in Fehring in der Steiermark); verheiratet mit Carl Maria von Coudenhove (* 8. Februar 1855 in Landstraße bei Wien; † 8. Februar 1913 in Meran);
- Aloïs von Trauttmansdorff-Weinsberg (* 5. März 1863; † 10. März 1915);
- Karl von Trauttmansdorff-Weinsberg (* 24. März 1864 in Wien; † 4. Januar 1910 in Pressbaum in Niederösterreich); verheiratet mit Marie Theresia (* 5. August 1869 in Dobříš; † 27. Februar 1960 in Vomp in Tirol), der Tochter des Politikers Hieronymus Ferdinand Rudolf von Colloredo-Mannsfeld;
- Josefine von Trauttmansdorff-Weinsberg (* Juni 1866; † 7. November 1936), verheiratet mit Ottokar Clemens von Westphalen zu Fürstenberg (* 18. Juni 1866 in Chlumec u Chabařovic; † 12. März 1941 ebenda);
- Caroline von Trauttmansdorff-Weinsberg (* 10. April 1869 in Rom; † 22. Dezember 1959 in Drosendorf); verheiratet mit Freiherr Heinrich Hoyos zu Stichsenstein (* 4. Juni 1865 in Stichsenstein; † 28. April 1955 in Horn);
- Adolf von Trauttmansdorff-Weinsberg (* 22. Juni 1877 auf Schloss Fridau; † 21. August 1914 in Jaroslawice in Galizien (siehe auch Schlacht an der Gnila Lipa)); verheiratet mit Gräfin Marie Therese von Colloredo-Mansfeld (* 5. August 1869; † 27. Februar 1960).

Zu den Schwestern seiner Ehefrau gehörten Carolina Maria Josepha Walpurgis Nestoria von und zu Liechtenstein, die mit dem Diplomaten Alexander von Schönburg-Hartenstein verheiratet war, Sophie Marie Gabriele Pia von und zu Liechtenstein, die mit dem Reichstagsabgeordneten und Präsidenten des Katholikentags Karl Heinrich zu Löwenstein-Wertheim-Rosenberg verheiratet war, Ida Maria Lamberta Theresia Franziska de Paula von und zu Liechtenstein (1839–1921), die mit dem Fürsten Adolph Joseph Schwarzenberg (* 1832) verheiratet war, Henriette Maria Norberta von und zu Liechtenstein (1843–1931), die mit dem Politiker Alfred von und zu Liechtenstein verheiratet war, Anna Maria Francisca de Paula Leandra von und zu Liechtenstein (1846–1924), die mit dem Politiker Fürst Georg Christian Lobkowitz (1835–1908) verheiratet war, und Theresa Maria Josepha Martha von und zu Liechtenstein (1850–1938), die mit dem Generaloberst Arnulf von Bayern verheiratet war.
Ihre Brüder Johann II. und Franz I. waren regierende Fürsten von Liechtenstein.
Die Großväter seiner Ehefrau waren Fürst Johann I. Josef von Liechtenstein und Fürst Ferdinand von Kinsky.
1869 kaufte er von Gustav Adolf Bentinck, Sohn von Wilhelm Gustav Friedrich Bentinck, das Schloss Fridau aus der ehemaligen Herrschaft Fridau.
Ferdinand von Trauttmansdorff-Weinsberg besaß seit 1870 mit der Allodial-Herrschaft von Koritschan (siehe Koryčany), Mauchnitz (siehe Mouchnice) und Obřistwi auch Güter in Mähren.
Nach seinem Tod wurde er am 15. Dezember 1896 in der Familiengruft in Bischofteinitz (siehe Horšovský Týn) bestattet.

### Werdegang
Ferdinand von Trauttmansdorff-Weinsberg erhielt vermutlich seine theoretische und praktische diplomatische Ausbildung in Berlin. 1847 trat er als Attaché an der dortigen Gesandtschaft, die sein Vater von 1827 bis 1849 leitete, in den diplomatischen Dienst ein.
1849 erfolgte seine Verwendung in Stuttgart, worauf er nach Paris und darauf nach London versetzt wurde, ehe er von 1856 bis 1857 als Geschäftsträger in Berlin wirkte; in dieser Zeit erfolgte im Dezember 1851 seine Ernennung zum Legationssekretär und 1856 zum Legationsrat.
Er war von April bis Mai 1859 als diplomatischer Agent im Hauptquartier der 2. Armee in Italien tätig und von Oktober 1859 bis 1866 außerordentlicher Gesandter und bevollmächtigter Minister im dynastisch eng mit Preußen verbundenen Großherzogtum Baden in Karlsruhe. Auf diesem Posten gelang es ihm, nach dem Scheitern der österreichisch-preußischen Einigungsversuche 1860/1861 und 1862 vor dem Hintergrund des preußischen Verfassungskonflikts, das Großherzogtum vorübergehend von Preußen zu entfremden. 1863 konnte er das Großherzogtum zur Teilnahme am Frankfurter Fürstentag und 1866 zum vorübergehenden Eintritt in die von Österreich geführte antipreußische Bundesexekution bewegen.
Ende 1866 wurde er als außerordentlicher Gesandter nach München versetzt und war dort bis 1868 tätig; in dieser Zeit konnte er aber nicht verhindern, dass Bayern und die südwestdeutschen Staaten sich immer stärker auf den Norddeutschen Bund ausrichteten.
Von Mitte 1868 bis 1872 war er auf dem Botschafterposten am Heiligen Stuhl in Rom. Er stand hier vor der Aufgabe, das traditionell gute Einvernehmen zwischen Papst Pius IX. und dem Wiener Hof nach Möglichkeit aufrechtzuerhalten, obwohl der Papst das Unfehlbarkeitsdogma plante und in Österreich freisinnige Gesetze zur Reform des Schulwesens und des Eherechts erlassen wurden; dies widersprach dem mit dem Papst geschlossenen Konkordat von 1855, mit dem Kaiser Franz Joseph I. der katholischen Kirche maßgebenden Einfluss auf Unterricht und Eheschließungen zusicherte. Dazu war er Beobachter des Ersten Vatikanischen Konzils. Als strenggläubiger Katholik fiel es ihm schwer, die Politik seiner Regierung zu vertreten, besonders nach der Verkündigung des Unfehlbarkeitsdogmas, vor der er den päpstlichen Stuhl zu warnen hatte und erklären musste, Österreich halte sich nunmehr nicht mehr an das Konkordat gebunden und löse es aus eigenem Recht. Dazu kam aus Rom heftiger Widerspruch zur Wiedereinführung des placetum regium für päpstliche Bullen, die damals in Ungarn angeordnet wurde.
Obwohl der Papst in einer Allokution die österreichische Verfassung verdammte, kam es aufgrund der Bemühungen von Ferdinand von Trauttmansdorff-Weinsberg nicht zu einem Bruch zwischen Österreich-Ungarn und Rom; Österreich vermied die Aufnahme eines Kulturkampfs.
Im Juli 1870 verließ er Rom, kehrte aber am 28. September 1870, nach der Einnahme Roms durch den Freiheitskämpfer Giuseppe Garibaldi, wieder zurück, um dem Papst ein Handschreiben von Kaiser Franz Joseph I. zu überbringen, in dem der Ausdruck der Gefühle der Ergebenheit und des Bedauerns über dieses Ereignis seitens des Kaisers ausgesprochen wurde.
Ende April 1872 erfolgte seine Versetzung in die Disponibilität.
Im November 1878 wurde er zum Botschafter in Berlin ernannt; die Ernennung wurde unmittelbar danach wieder aufgehoben, weil seine Person für die inneren Angelegenheiten von größerer Bedeutung war. Er wurde, wie bereits sein Vater, nach dessen Tod 1870 zum Mitglied auf Lebenszeit ins österreichische Herrenhaus berufen und galt dort als konservativer Anhänger der Verfassungspartei; 1872 übte er das Amt des Vizepräsidenten aus. 1879 folgte er Karl von Auersperg und war bis zu seinem Tod Präsident des Herrenhauses.
1877 wurde er zum Präsidenten der österreichischen Reichsrat-Delegation ernannt.
Ferdinand von Trauttmansdorff-Weinsberg führte die 1879 gebildete Mittelpartei des mährischen Großgrundbesitzes, an deren Gründung er maßgeblich beteiligt war, und bewirkte die Formierung der Partei im Herrenhaus; hierdurch hatte er einen wesentlichen Anteil, dass die Wehrgesetzvorlage der kurz zuvor gebildeten Regierung von Eduard Taaffe im Dezember 1879 die erforderliche parlamentarische Mehrheit erhielt.

## Ehrungen und Auszeichnungen
Ferdinand von Trauttmansdorff-Weinsberg wurde 1849 zum Kämmerer und 1868 zum Geheimrat ernannt. 
1867 erhielt er das Großkreuz des Franz Joseph-Ordens und für seine vermittelnden Dienste in Rom 1870 das Großkreuz des Leopold-Ordens; 1878 (nach einer anderen Quelle 1880) wurde er dann zum Ritter des Ordens vom Goldenen Vlies ernannt. 
Am 19. März 1884 erfolgte seine Ernennung zum Obersthofkämmerer; die Ernennung stand im Zusammenhang mit der Mehrheitsbeschaffung für die Wehrgesetzvorlage von Eduard Taaffe im Dezember 1879. Seit dieser Ernennung stammten alle folgenden weiteren Ernennungen in oberste Hofämter (siehe Hofstaat#Österreich-Ungarn), die er persönlich aussuchte, aus dem Umfeld der Mittelpartei. Zu seinen Aufgaben gehörten die Ahnenproben. Er war für den Hofzutritt zuständig; dazu war er auch für den Habsburg-Lothringischen Hausschatz und für die Kunsthistorische Sammlung (siehe Kunsthistorisches Museum Wien) zuständig; in unmittelbarem zeitlichen Zusammenhang wurde er auch Kurator des Österreichischen Museums für Kunst und Industrie (siehe Museum für angewandte Kunst (Wien)). 
Während des Besuchs von Zar Nikolaus II. Ende August 1896 in Wien führte er dessen Ehefrau, Kaiserin Alexandra Fjodorowna, mehrere Stunden durch die Kunstsammlungen der Hofmuseen.
1885 erfolgte seine Ernennung zum Ehrenmitglied der Genossenschaft der bildenden Künstler Wiens.